# Maladera sancta
Maladera sancta är en skalbaggsart som beskrevs av Brenske 1899. Maladera sancta ingår i släktet Maladera och familjen Melolonthidae. Inga underarter finns listade i Catalogue of Life.